# Акшам намаз
Акшам намаз или вечерњи намаз (арап. صلاة المغرب; салат ал-магриб) четврти је од 5 прописаних, обавезних намаза (моливи) које муслимански верници обављају свакодневно. Након сабах намаза, најкраћа је дневна молитва са пет реката. Обавезни (фарз) намаз је 3 реката, и ту су  још 2 реката добровољног (суне) намаза. Једини је намаз где обавезни рекати претходе суна рекатима. 
Са наступом акшамског времена, завршава се пост код муслимана. 
Почетак акшам намаза је онда када Сунце нестане са хоризонта. Крај овог намаза различито се тумачи у различитим школама ислама. Сунитски верски учитељи на подручју бивше СФРЈ сматрају да се овај намаз завршава када небо прекрије потпуна тама. 